# کوربیک دیجله

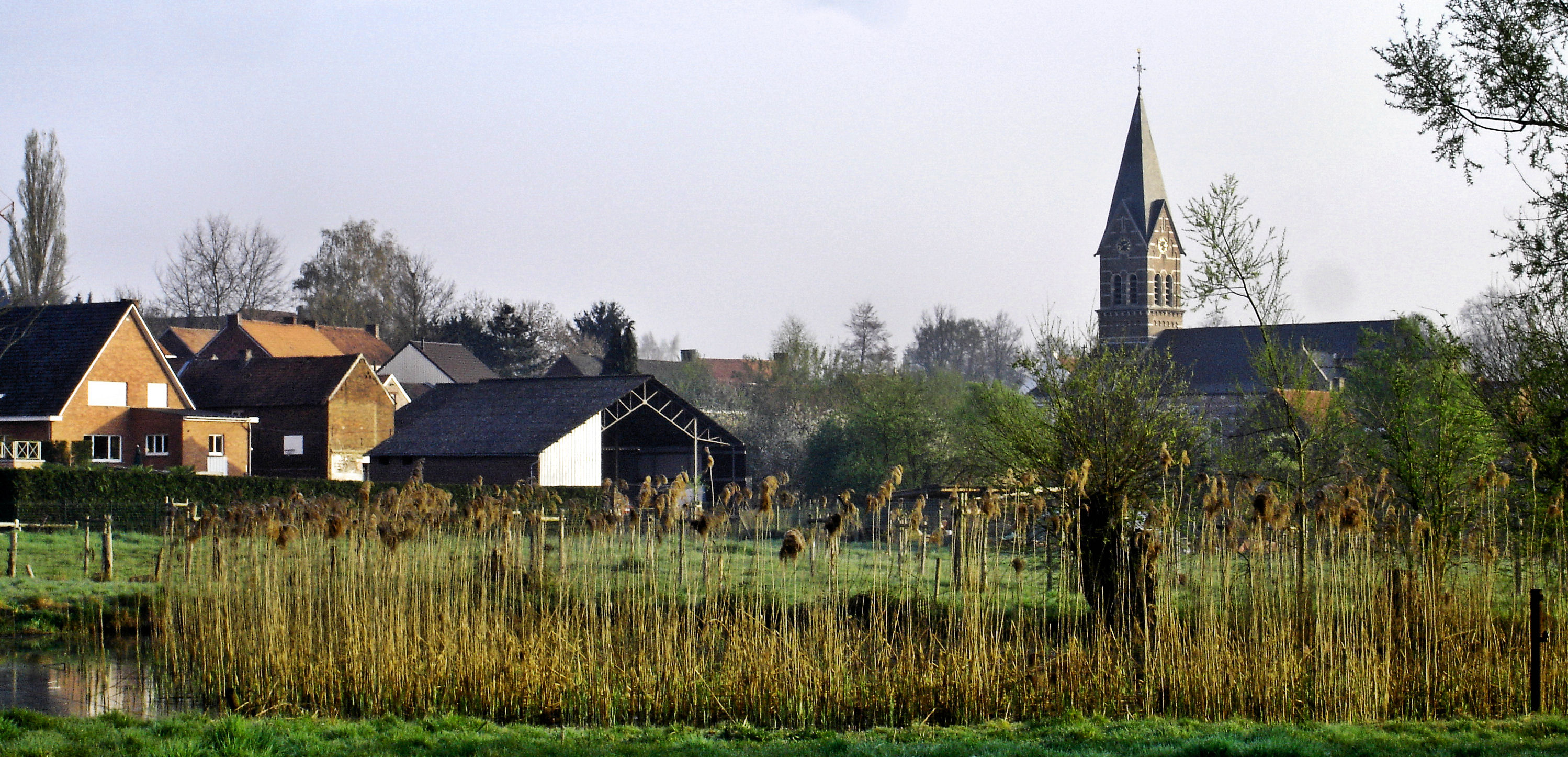
منطقه مسکونی در بلژیک

کوربیک دیجله (به لاتین: Korbeek-Dijle) یک منطقهٔ مسکونی در بلژیک است که در برتم واقع شده‌است. کوربیک دیجله ۸۱۹ نفر جمعیت دارد.